# 米納斯尼約克山 (庫斯科大區)
13°28′54″S 71°15′53″W / 13.48167°S 71.26472°W
米納斯尼約克山（Minasnioc），是秘魯的山峰，位於該國南部庫斯科大區的基斯皮坎奇省，屬於安第斯山脈中韋爾卡努塔山脈的一部分，處於西納卡拉山和科爾克蓬科山西北面，海拔高度5,100米。